# Koppelwiesen
Koordinaten: 52° 40′ 25″ N, 7° 27′ 48″ O
Die Koppelwiesen sind ein ehemaliges Naturschutzgebiet in der niedersächsischen Stadt Haselünne im Landkreis Emsland.
Das Naturschutzgebiet mit dem Kennzeichen NSG WE 015 war rund 127 Hektar groß. Es war größtenteils Bestandteil des FFH-Gebietes „Untere Haseniederung“. Das Gebiet stand seit dem 2. Dezember 1989 unter Naturschutz. In ihm war das zum 5. Juli 1937 ausgewiesene Naturschutzgebiet „Hudener Moor“ aufgegangen. Zum 1. Juli 2017 ging es im neu ausgewiesenen Naturschutzgebiet „Natura 2000–Naturschutzgebiet in der unteren Haseniederung“ auf. Zuständige untere Naturschutzbehörde war der Landkreis Emsland. 
Das ehemalige Naturschutzgebiet liegt westlich von Haselünne und grenzt streckenweise direkt an die Wohnbebauung. Es stellte einen Feuchtwiesenkomplex unter Schutz, an den sich Sumpf- und Moorbereiche anschließen. Hier sind teilweise Bruchwälder zu finden. Im ehemaligen Naturschutzgebiet befinden sich mehrere Stillgewässer, die zum Teil verlanden.
Die Feuchtwiesen werden überwiegend als Grünland extensiv bewirtschaftet. Im Süden grenzt das ehemalige Naturschutzgebiet an den Hammer Sand, ein bewaldetes Dünengelände. Im Westen war das ehemalige Naturschutzgebiet „Hudener Moor“ in das Naturschutzgebiet „Koppelwiesen“ integriert. Das Moor entwässert über den Schulenriedengraben zur Hase.